# Esad Dugalić
Esad Dugalić (* 10. Januar 1947 in Mostar; † 27. Mai 2011 in Blagaj) war ein jugoslawischer Fußballspieler.

## Spielerkarriere

### Vereine
Dugalić, aus der Jugendmannschaft des FK Velež Mostar hervorgegangen, rückte zur Saison 1964/65 in die Erste Mannschaft auf und folgte dem zum FK Partizan Belgrad abgewanderten Ivan Ćurković als Torhüter nach. Am Ende der Folgesaison verließ er den Verein und begab sich erstmals ins Ausland.
In der Saison 1966/67 spielte er für den First Vienna FC in der Staatsliga, der seinerzeit höchsten Spielklasse im österreichischen Fußball. Er kam an den ersten sechs Spieltagen und am 13. Spieltag zum Einsatz; er debütierte am 28. August 1966 beim 3:2-Sieg im Heimspiel gegen den SK Austria Klagenfurt. Mit der am 15. Oktober 1966 beim SK Rapid Wien mit 1:6 erlittenen Niederlage, hütete fortan Dr. Günther Paulitsch das Tor, am letzten Spieltag, am 23. Juni 1967, erstmals Fritz Enz. Im Wettbewerb um den ÖFB-Cup kam er einzig am 1. Oktober 1966 im Stadion Hohe Warte beim 6:1-Sieg über den SC Austria Lustenau im Achtelfinale zum Einsatz.
Nach Jugoslawien zurückgekehrt, fand Dugalić sportlichen Anschluss beim FK Sloboda Užice, dem er von 1967 bis 1970 in der 2. Jugoslawischen Liga angehörte. Von 1970 bis 1974 spielte er dann für den FK Sarajevo erneut in der höchsten Spielklasse. Mit Platz 7 am Saisonende 1972/73 erreichte er mit seiner Mannschaft das beste Ergebnis.
Sein zweiter Auslandsaufenthalt wurde von Ivan Ćurković, seinem Vorgänger beim FK Velez Mostar, arrangiert, der bereits seit 1972 für den französischen Erstligisten AS Saint-Étienne spielte. Dugalić debütierte am 27. August 1976 (4. Spieltag) beim 1:1-Unentschieden im Auswärtsspiel gegen SEC Bastia für den Verein; mit diesem Spiel hatte er Anteil an der später errungenen Meisterschaft, ansonsten kam er jedoch überwiegend für die B-Mannschaft zum Einsatz. Bei den beiden Finalerfolgen um den französischen Vereinspokal 1975 und 1977 hütete Ivan Ćurković das Tor. In einer einmaligen Sonderausgabe des Intertoto-Cup-Wettbewerbs, dem Sommerpokal-Wettbewerb, der vom 2. bis 31. Mai 1978 vor der regulären Ausgabe des Intertoto Cup 1978 in zwölf Gruppen à vier Mannschaften ausgetragen wurde, bestritt er in der Gruppe 2 drei Spiele; zweimal gegen den MTK Budapest FC (2:5 und 1:4 verloren) und einmal gegen den FC Bayern München (1:0 gewonnen).
Erneut nach Jugoslawien zurückgekehrt, schloss er sich dem NK Osijek an, für den er von 1978 bis zum Abstieg 1980 in der 1. Jugoslawischen Liga spielte. Für seinen letzten Verein FK Igman Konjic spielte er von 1980 bis 1983, bevor er seine Spielerkarriere beendete. 

### Nationalmannschaft
Dugalić spielte im Jahr 1974 für die Amateurnationalmannschaft Jugoslawiens im Wettbewerb um den UEFA-Amateur-Cup. Am 28. April erreichte seine Mannschaft – nachdem sie sich zuvor im Halbfinale mit 2:1 gegen die Amateurnationalmannschaft Spaniens durchgesetzt hatte – das Finale. Die Begegnung in Rijeka gegen die Amateurnationalmannschaft Deutschlands wurde aufgrund des morastigen Spielfeldes nach Regenschauern nicht ausgetragen und beide Mannschaften zu Siegern erklärt.

### Erfolge
- Europameister der Amateure 1974
- Französischer Meister 1976

## Trainerkarriere
Im Jahr 1992 begab er sich in den Katar, um den ehemaligen bosnischen Fußballspieler Džemaludin Hadžiabdić, der dort seine Trainertätigkeit bei al-Ittihad aufgenommen hatte, als Co-Trainer zu unterstützen. Im Jahr 2011 hatte er einen Zweijahresvertrag mit dem FC Sochaux unterzeichnet, um als Assistent von Mehmed Baždarević ab 1. Juli tätig sein zu können, doch er verstarb kurz darauf und unerwartet in der Nacht vom 26. auf den 27. Mai 2011 in seinem Sommerhaus in Blagaj während eines Besuches.